# Xylophanes titana
Espèce
Xylophanes titana est une espèce de lépidoptères de la famille des Sphingidae, de la sous-famille des Macroglossinae, tribu des Macroglossini, sous-tribu des Choerocampina, et du genre Xylophanes.

## Description
L' envergure varie de 60 à 88 mm. L'espèce est semblable à Xylophanes eumedon. La tégula a une ligne médiane dorée. La partie supérieure de l'abdomen présente deux lignes étroites et pâles, séparées au centre par une ligne large et pointue, vert olive ou brun, d'une largeur beaucoup plus grande. Les deux lignes pâles se confondent en une seule ligne médiane sur le prothorax. La face inférieure antérieure présente sur la côte une zone apicale de la même couleur jaune pâle que la zone située entre les deuxième et quatrième lignes postmédiennes. La bande médiane de la partie supérieure de l'aile postérieure présente des taches jaune pâle distinctes et des taches apicales plus petites, souvent de taille réduite et noircie.

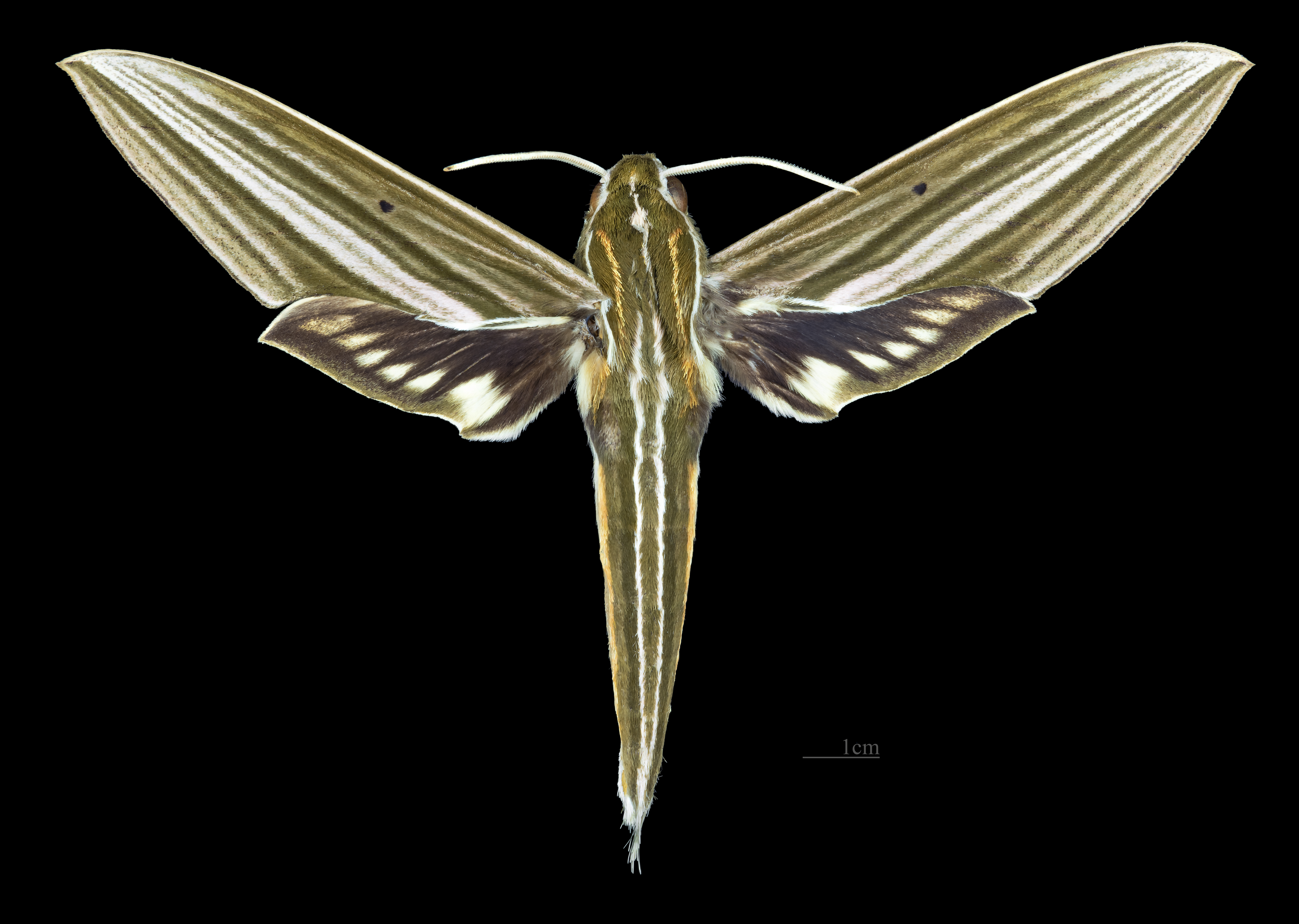
Avers du mâle (coll.MHNT)
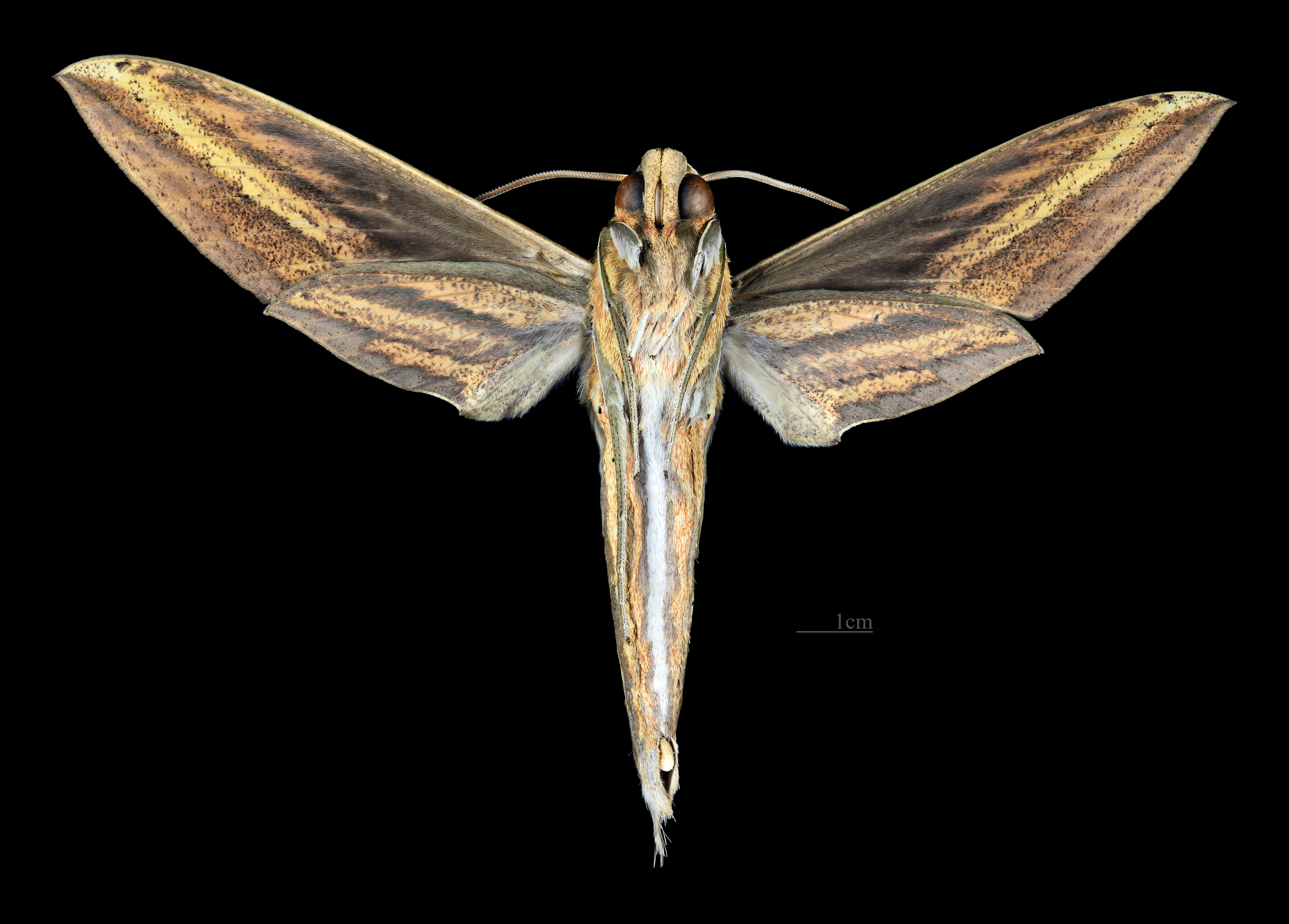
Revers du Mâle (coll.MHNT)
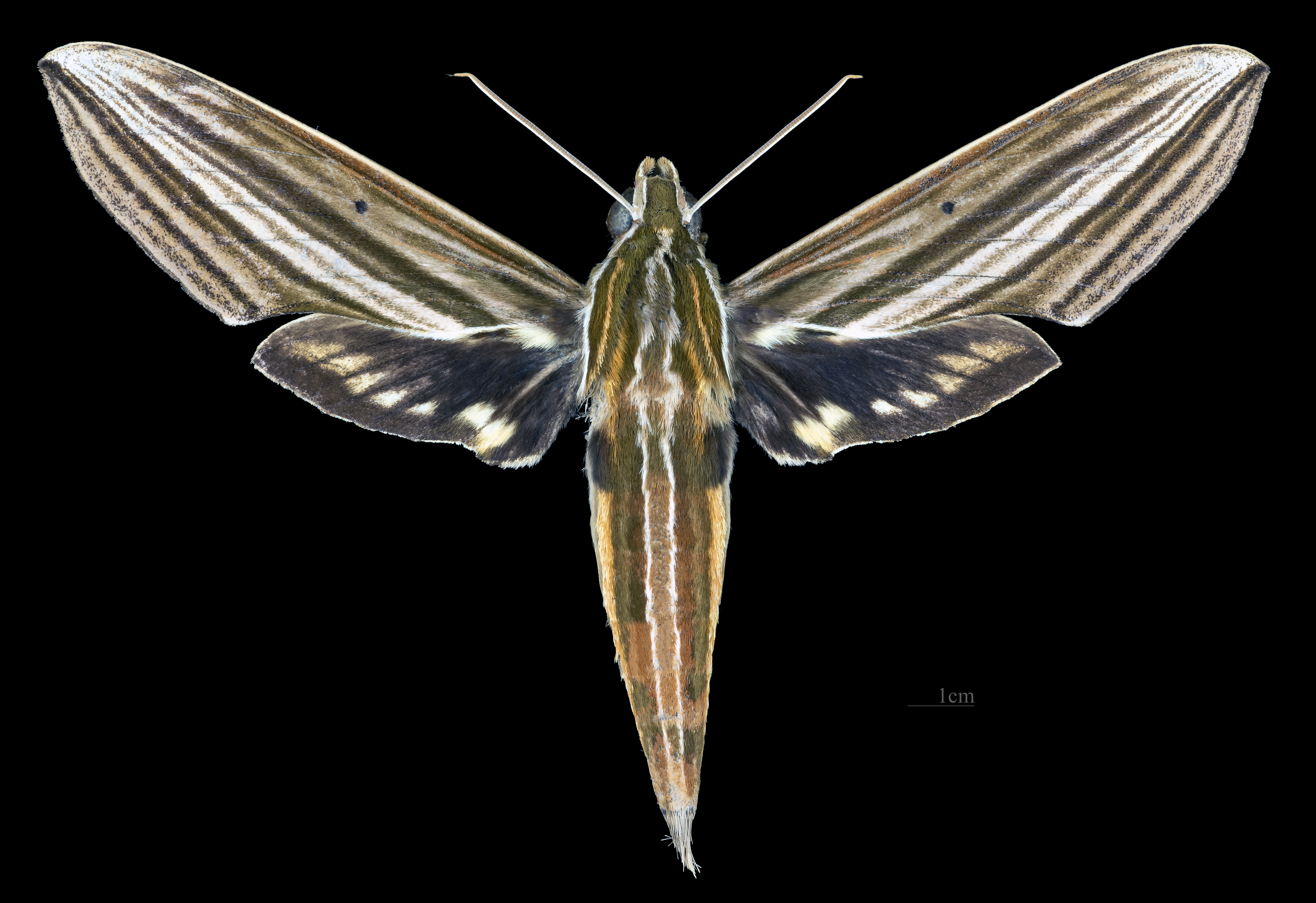
Avers de le  femelle (coll.MHNT)
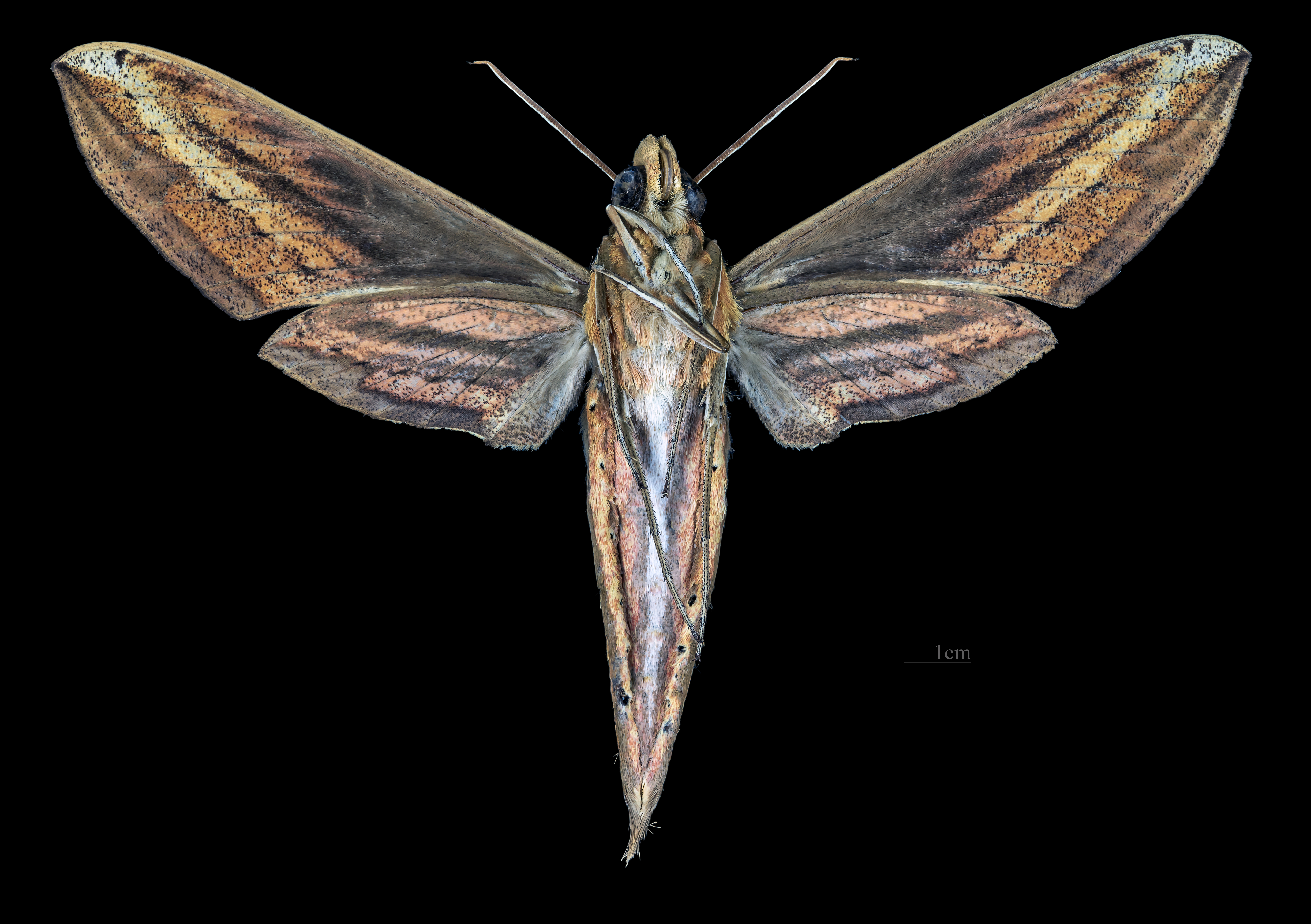
Revers de le  femelle (coll.MHNT)

## Distribution
Il est connu depuis le Mexique, le Belize, le Guatemala, le Honduras, le Nicaragua, le Costa Rica, le Panama, la Colombie, l'Équateur, le Pérou, la Bolivie, le Paraguay, l'Argentine, le Venezuela, la Guyane, au Brésil et probablement en Guyana et au Surinam.

## Systématique
L'espèce Xylophanes titana a été décrite par l'entomologiste britannique Herbert Druce en 1878.